# Hassiba Boulmerka
Hassiba Boulmerka ,arabsky حسيبة بولمرقة (10. července 1968 Constantine) je bývalá alžírská atletka, běžkyně na střední tratě, olympijská vítězka na 1500 metrů z roku 1992.

## Život
Jako dvacetiletá se zúčastnila olympiády v Soulu v roce 1988, kde startovala v bězích na 800 i 1500 metrů (v obou případech nepostoupila z rozběhu dále). Její výkonnost stoupala a v roce 1991 se stala mistryní světa v běhu na 1500 metrů – šlo o první titul pro africkou závodnici. V následující sezóně patřila mezi favoritky v této disciplíně při olympijském finále v Barceloně. V závěrečném kole porazila všechny soupeřky a získala zlatou medaili, první pro Alžírsko v historii olympijských her. Zvítězila v novém africkém rekordu 3:55,30.
Následující sezony nebyla tak úspěšná, na světovém šampionátu v roce 1993 získala bronzovou medaili v běhu na 1500 metrů. V roce 1995 zaznamenala jediné vítězství na důležitých závodech, šlo však o vítězství v běhu na 1500 metrů na světovém šampionátu v Göteborgu. Na olympiádě v Atlantě v roce 1996 skončila v této disciplíně v semifinále. O rok později skončila s aktivní sportovní kariérou.